# Suzan & Freek
Suzan & Freek sind ein niederländisches Popduo aus dem Achterhoek. Suzan Stortelder und Freek Rikkerink hatten ihren gemeinsamen Durchbruch 2018 mit der Nummer-eins-Single Als het avond is.

## Karriere
Suzan und Freek stammen aus dem Achterhoek an der Grenze zu Nordrhein-Westfalen. Das Paar lernte sich schon während der Schulzeit kennen, wo sie das Interesse für Musik teilten. Sie begannen damit, Coverversionen bekannter Hits aufzunehmen, und stellten sie unter dem Namen De Minuut bei Facebook zu veröffentlichen. Große Aufmerksamkeit bekamen sie für ihre Version des nationalen Nummer-eins-Hits Nothing Really Matters von Mr. Probz, der auch vom Interpreten des Originals geteilt wurde. Ihre Aufnahmen von Cheerleader von Omi und Don’t Let Me Down von den Chainsmokers wurden sogar international bekannt und von den Künstlern positiv bewertet, wobei die beiden die Lieder nicht nur nachspielten, sondern sie in eigene Versionen verwandelten. Mit den Covers traten sie auch auf und machten sogar eine Tournee durch niederländische Clubs.
Ende 2018 wagten sie sich dann erstmals an die Veröffentlichung eines eigenen Songs als Suzan & Freek. Mit Als het avond is stiegen sie auf Platz 30 der Nederlandse Top 40 ein. Es hielt sich lange in den Charts und stieg immer weiter, bis es nach 17 Wochen Platz 1 erreichte. Mit 29 Wochen in den Top 40 gehört es zu den 10 niederländischsprachigen Songs mit der längsten Verweildauer in der Hitliste. Auch in Flandern, dem angrenzenden Teil Belgiens, wurde das Lied ein Hit. Mit Blauwe dag hatten sie 2019 noch einen zweiten Top-5-Hit in beiden Ländern, bevor sie im Herbst ihr Debütalbum Gedeeld door ons veröffentlichten. Es stieg
auf Platz 2 ein und hielt sich in den Niederlanden und in Belgien über zwei Jahre lang in den Charts.
Im Jahr 2020 folgten weitere kleinere Hits und eine gemeinsame Aufnahme mit dem Rapper Snelle: De overkant kam auf Platz 2 der Top 40. Im Herbst nahmen sie an der Show Beste Zangers teil, auf der auch die deutsche Show Sing meinen Song – Das Tauschkonzert basiert. Dort coverten sie unter anderem Papa von Stef Bos und kamen damit bzw. mit ihrer EP zur Show in die Charts.
Einen weiteren Nummer-2-Hit hatten Suzan & Freek im Frühjahr 2021 mit Goud. Im Oktober folgte ihr zweites Album Dromen in kleur, mit dem sie erneut auf Platz 2 in den Niederlanden und auf Platz 4 in Flandern kamen.
Am 27. Mai 2025 gab das Duo über Instagram bekannt, dass bei Freek metastasierter Lungenkrebs diagnostiziert wurde. Gleichzeitig gaben sie bekannt, dass Suzan mit ihrem Kind schwanger ist. Das Gesangsduo hat daraufhin beschlossen, seine Auftritte und Tätigkeiten mit sofortiger Wirkung einzustellen.

## Mitglieder
- Suzan Stortelder (* 15. Juni 1992 in Zieuwent) Gesang und Klavier
- Freek Rikkerink (* 1993 in Harreveld) Gesang und Gitarre

## Diskografie

### Alben
| Jahr | Titel                        | Höchstplatzierung, Gesamtwochen, AuszeichnungChartplatzierungen (Jahr, Titel, Platzierungen, Wochen, Auszeichnungen, Anmerkungen) | Höchstplatzierung, Gesamtwochen, AuszeichnungChartplatzierungen (Jahr, Titel, Platzierungen, Wochen, Auszeichnungen, Anmerkungen) | Anmerkungen                                                                           |
| Jahr | Titel                        | NL | BEF | Anmerkungen                                                                           |
| ---- | ---------------------------- | --- | --- | ------------------------------------------------------------------------------------- |
| 2019 | Gedeeld door ons             | NL2 Platin · (… Wo.)NL | BEF1 (… Wo.)BEF | Erstveröffentlichung: 27. September 2019                                              |
| 2020 | Beste Zangers – Seizoen 2020 | — | BEF81 (4 Wo.)BEF | Erstveröffentlichung: 29. Oktober 2020 EP mit Beiträgen aus Beste Zangers (Saison 13) |
| 2021 | Dromen in kleur              | NL1 Platin · (… Wo.)NL | BEF2 (… Wo.)BEF | Erstveröffentlichung: 29. Oktober 2021                                                |
| 2022 | Liefde voor muziek 2022      | — | BEF118 (7 Wo.)BEF | Erstveröffentlichung: 16. Mai 2022                                                    |
| 2023 | Iemand van vroeger           | NL1 Platin · (40 Wo.)NL | BEF1 (… Wo.)BEF | Erstveröffentlichung: 22. September 2023                                              |

### Singles
| Jahr | Titel Album                             | Höchstplatzierung, Gesamtwochen, AuszeichnungChartplatzierungen (Jahr, Titel, Album, Platzierungen, Wochen, Auszeichnungen, Anmerkungen) | Höchstplatzierung, Gesamtwochen, AuszeichnungChartplatzierungen (Jahr, Titel, Album, Platzierungen, Wochen, Auszeichnungen, Anmerkungen) | Anmerkungen                                              |
| Jahr | Titel Album                             | NL | BEF | Anmerkungen                                              |
| --- | --------------------------------------- | --- | --- | -------------------------------------------------------- |
| 2018 | Als het avond is Gedeeld door ons       | NL1 ×3Dreifachplatin · (29 Wo.)NL | BEF4 ×2Doppelplatin · (31 Wo.)BEF | Erstveröffentlichung: 2. November 2018                   |
| 2019 | Blauwe dag Gedeeld door ons             | NL4 ×2Doppelplatin · (24 Wo.)NL | BEF5 Gold · (21 Wo.)BEF | Erstveröffentlichung: 28. Juni 2019                      |
| 2019 | Deze is voor mij Gedeeld door ons       | NL19 Gold · (10 Wo.)NL | BEF27 (10 Wo.)BEF | Erstveröffentlichung: 20. Dezember 2019                  |
| 2020 | Weg van jou Dromen in kleur             | NL12 Gold · (13 Wo.)NL | BEF21 (15 Wo.)BEF | Erstveröffentlichung: 1. Mai 2020                        |
| 2020 | De overkant Dromen in kleur             | NL2 Platin · (20 Wo.)NL | BEF11 Gold · (14 Wo.)BEF | Erstveröffentlichung: 21. August 2020 mit Snelle         |
| 2020 | Papa Beste Zangers – Seizoen 2020       | NL27 Gold · (4 Wo.)NL | — | Erstveröffentlichung: 2. Oktober 2020 Original: Stef Bos |
| 2021 | Goud Dromen in kleur                    | NL2 Platin · (20 Wo.)NL | BEF17 Gold · (15 Wo.)BEF | Erstveröffentlichung: 5. März 2021                       |
| 2021 | Onderweg naar later Dromen in kleur     | NL10 Gold · (14 Wo.)NL | BEF36 (9 Wo.)BEF | Erstveröffentlichung: 8. Juli 2021                       |
| 2021 | Dromen in kleur                         | NL15 (8 Wo.)NL | BEF27 (10 Wo.)BEF | Erstveröffentlichung: 15. Oktober 2021                   |
| 2022 | Honderd keer Iemand van vroeger         | NL3 Platin · (14 Wo.)NL | BEF48 (1 Wo.)BEF | Erstveröffentlichung: 10. März 2022                      |
| 2022 | Kwijt Iemand van vroeger                | NL5 ×2Doppelplatin · (14 Wo.)NL | BEF30 (9 Wo.)BEF | Erstveröffentlichung: 1. September                       |
| 2023 | Slapeloosheid Iemand van vroeger        | NL7 ×2Doppelplatin · (18 Wo.)NL | BEF7 (20 Wo.)BEF | Erstveröffentlichung: 5. Januar 2023                     |
| 2023 | Nooit meer regen Iemand van vroeger     | NL18 (9 Wo.)NL | BEF20 (13 Wo.)BEF | Erstveröffentlichung: 18. Mai 2023                       |
| 2023 | Vas-y (ga maar) Iemand van vroeger      | NL5 Platin · (19 Wo.)NL | BEF44 (2 Wo.)BEF | Erstveröffentlichung: 7. September 2023 mit Claude       |
| 2024 | Verleden tijd –                         | NL35 (5 Wo.)NL | BEF34 (9 Wo.)BEF | Erstveröffentlichung: 23. Mai 2024                       |
| 2025 | Ken je dat gevoel –                     | NL12 (19 Wo.)NL | BEF10 (19 Wo.)BEF | Erstveröffentlichung: 9. Januar 2025                     |
| 2025 | Batterij –                              | NL35 (3 Wo.)NL | — | Erstveröffentlichung: 15. Mai 2025                       |
| Folgende Lieder erschienen nicht als Single, wurden aber durch das Album zum Download und Streaming bereitgestellt und konnten somit eine Platzierung erlangen: |                                         | | |                                                          |
| |                                         | | |                                                          |
| 2021 | Lichtje branden Dromen in kleur         | NL2 (7 Wo.)NL | — | Charteinstieg: 7. Juni 2025                              |
| 2022 | Dit is voor jou Liefde voor muziek 2022 | — | BEF44 (4 Wo.)BEF | Original: Ozark Henry                                    |
| 2023 | De helft van mij Iemand van vroeger     | — | BEF15 (9 Wo.)BEF | Charteinstieg: 18. November 2023                         |